# Verwaltungsgemeinschaft Gräfenberg
In der Verwaltungsgemeinschaft Gräfenberg im oberfränkischen Landkreis Forchheim haben sich folgende Gemeinden zur Erledigung ihrer Verwaltungsgeschäfte zusammengeschlossen:
1. Gräfenberg, Stadt, 4165 Einwohner, 37,83 km²
2. Hiltpoltstein, Markt, 1486 Einwohner, 25,54 km²
3. Weißenohe, 1187 Einwohner, 4,69 km²

Der Sitz der Verwaltungsgemeinschaft ist die Stadt Gräfenberg.
Der Verwaltungsgemeinschaft gehörte von der Gründung am 1. Mai 1978 bis 31. Dezember 1979 auch die Marktgemeinde Igensdorf an.